# Respawn Entertainment
A Respawn Entertainment, LLC egy amerikai videójáték-fejlesztő cég, amelyet 2010-ben alapított Jason West és Vince Zampella, és 2017 óta az Electronic Arts tulajdonában áll. West és Zampella korábban az Infinity Ward társalapítói voltak, és ők hozták létre a Call of Duty franchise-t, amelynek fejlesztéséért 2010-ig feleltek.

## Története
Jason West és Vince Zampella az Infinity Ward vezetői voltak, amelyet 2002-ben alapítottak az Activision leányvállalataként. Az Infinity Ward kulcsszerepet játszott a Call of Duty sorozat fejlesztésében, és 2007-ben adták ki a Call of Duty 4: Modern Warfare-t, amely kritikai és kereskedelmi siker lett. West és Zampella ennek sikerét felhasználva 2008-ban újratárgyalták szerződésüket az Activisionnel: jelentős bónuszokat és nagyobb alkotói szabadságot kértek cserébe a Modern Warfare 2 2009-es megjelenéséért. Az Activision elfogadta a feltételeket, de kikötötte, hogy a kreatív kontroll visszaszáll rájuk, ha a két vezetőt elbocsátják. Ettől kezdve az Activision módszereket keresett arra, hogyan válthatná be ezt a záradékot, miközben West és Zampella azon dolgoztak, hogy az Infinity Ward önállóvá válhasson. A konfliktus 2010 márciusában csúcsosodott ki, amikor az Activision elbocsátotta őket, így elvesztették a bónuszaikat is. Ezután több per is indult: West és Zampella az Activisiont perelte ki nem fizetett bónuszok miatt, míg az Activision viszontkeresetet nyújtott be, azt állítva, hogy a két fejlesztő az Electronic Arts-szal (EA) összeesküdve próbálta szabotálni az Infinity Wardot. A felek végül peren kívül rendezték a vitát. 2010 áprilisában, egy hónappal azután, hogy elbocsátották őket az Activisiontől, Jason West és Vince Zampella megalapították új, független fejlesztőstúdiójukat, a Respawn Entertainmentet. A stúdió finanszírozását az Electronic Arts-tól szerezték meg az EA Partners Program keretében. Fontos megállapodási pont volt, hogy West és Zampella megtarthatják a jövőben általuk létrehozott minden szellemi tulajdon jogát. 2010. július 10-ére a korábbi Infinity Ward 46 alkalmazottjából 38-an jelezték LinkedIn- és Facebook-profiljukon keresztül, hogy csatlakoztak a Respawn Entertainmenthez, miután West és Zampella távozását követően ők is kiléptek a stúdióból. Ez a lépés megerősítette a Respawn pozícióját, és egyúttal jelezte, hogy sokan követték a két alapítót új projektjükben. 2011 júniusában, az E3 rendezvényen az EA Games Label elnöke, Frank Gibeau bejelentette, hogy a Respawn Entertainment által fejlesztett, az EA által kiadott lövöldözős játék sci-fi témájú lesz. Azt is hozzátette, hogy a játék célja, hogy versenyre keljen olyan nagy címekkel, mint a Gears of War vagy a Halo. Gibeau emellett azt is elmondta, hogy az EA akkor fogja kiadni a játékot, amikor egy "opportunista" ablakot lát a piacon, azaz amikor a legjobb lehetőséget érzékeli a megjelenésre. Még ugyanabban a hónapban a Respawn elindította hivatalos weboldalát, és ott megosztott egy homályos teaser képet a még be sem jelentett játékról. Később egy újabb homályos képet is közzétettek, valamint mo-cap (motion capture) munkafolyamatokat is megmutattak, ezzel is sejtetve a fejlesztés előrehaladását. 2013 márciusában Jason West elhagyta a Respawn Entertainmentet, amire Vince Zampella úgy reagált, hogy West távozására „családi ügyek intézése” miatt került sor. A következő hónapban a Respawn Entertainment védjegykérelmet nyújtott be a "Titan" névre. Ezzel egy időben olyan hírek kezdtek terjedni, hogy a készülő játékuk egy állandó internetkapcsolatot igénylő, Xbox-exkluzív cím lesz. Ezeket az értesüléseket azonban hivatalosan még nem erősítették meg, így továbbra is spekulációk tárgyát képezték a rajongók és az iparági megfigyelők körében. 2013 júniusában a Respawn Entertainment hivatalosan bemutatta a Titanfall című játékát az E3 szakkiállításon. Október 22-én bejelentették, hogy a játék 2014. március 11-én jelenik meg Észak-Amerikában, míg március 13-án Európában. 2015 márciusában hivatalosan is megerősítették, hogy a stúdió dolgozik a Titanfall folytatásán, amely végül Titanfall 2 címmel 2016. október 28-án került a boltokba. 2014 júniusában bejelentették, hogy Stig Asmussen, aki korábban a Santa Monica Studio munkatársa volt és a God of War sorozaton dolgozott, csatlakozott a Respawn Entertainmenthez egy második projekt játékigazgatójaként – ez a projekt nem állt kapcsolatban a Titanfall-lal. 2016 januárjában közzétett álláshirdetésekből kiderült, hogy ez egy harmadik személyű akció-kalandjáték lesz. Végül 2016. május 4-én – azaz a Star Wars-napon – Asmussen hivatalosan is bejelentette, hogy a Respawn egy harmadik személyű Star Wars-játékon dolgozik. Ezt a játékot később, a 2018-as E3 alkalmával Star Wars Jedi: Fallen Order címen mutatták be. 2017 októberében bejelentették, hogy a Respawn Entertainment egy virtuális valóság alapú, belső nézetes lövöldözős játékot fejleszt az Oculus Rift platformra. Ezt a projektet végül 2019 szeptemberében leplezték le hivatalosan, és a címe Medal of Honor: Above and Beyond lett. 2017 novemberében a Electronic Arts bejelentette, hogy felvásárolja a Respawn Entertainment-et 151 millió amerikai dollár készpénzért, valamint további 164 millió dollár értékű részvényopcióért. A felvásárlás 2017. december 1-jén hivatalosan is lezárult. 2019 februárjában a Respawn Entertainment meglepetésszerűen debütált az Apex Legends-sel, egy YouTube livestream keretében. Az esemény előtt nem voltak előzetes bejelentések vagy marketingkampányok. A játékot ugyanazon a napon, 2019. február 4-én tették elérhetővé, amikor a livestream is zajlott. A Respawn Entertainment a tizedik évfordulója alkalmából bejelentette, hogy új stúdiót nyitott Vancouverben, hogy az Apex Legends folyamatos fejlesztésére összpontosítson. A stúdió az EA Vancouver kampuszon található, hogy hozzáférhessen annak erőforrásaihoz. 2022. január 25-én bejelentették, hogy a Respawn Entertainment egy folytatást fejleszt a Jedi: Fallen Order-hez, emellett egy eredeti Star Wars első személyű lövöldözős játékot és egy stratégiai játékot is készítenek. A Peter Hirshmann vezeti az FPS fejlesztését, míg a stratégiai játékot a Bit Reactor fogja közösen fejleszteni. 2023. március 20-án a Respawn Entertainment bejelentette, hogy egy harmadik stúdiót nyitnak Madisonban, hogy az Apex Legends fejlesztését 10-15 évig fenntartsák. Az új stúdió vezetését Ryan Burnett, a Call of Duty veteránja vette át, aki korábban az Epic Games-nél dolgozott, mint az engine production vezetője. Burnett 14 évet töltött a Raven Software-nél, amely a Call of Duty sorozat egyik kulcsfontosságú stúdiója, és szintén Madisonban található. 2023 szeptemberében bejelentették, hogy Stig Asmussen elhagyta a Respawn Entertainment-et, hogy más kreatív törekvéseknek szentelje magát. 2024 márciusában körülbelül két tucat Respawn alkalmazottat bocsátottak el, részeként az EA korábban bejelentett terveinek, hogy 5%-kal csökkenti globális munkaerejét. Ezen kívül bejelentették, hogy a Star Wars FPS játék, amit a Respawn fejlesztett, törlésre került, és a stratégiai játék sorsa is bizonytalanná vált.

## Videójátékaik
| Év   | Név                              | Platformok                                                                        |
| ---- | -------------------------------- | --------------------------------------------------------------------------------- |
| 2014 | Titanfall                        | Windows, Xbox 360, Xbox One                                                       |
| 2016 | Titanfall 2                      | Windows, PlayStation 4, Xbox One                                                  |
| 2017 | Titanfall: Assault               | Android, iOS                                                                      |
| 2019 | Apex Legends                     | Windows, PlayStation 4, PlayStation 5, Xbox One, Xbox Series X/S, Nintendo Switch |
| 2019 | Star Wars Jedi: Fallen Order     | Windows, PlayStation 4, PlayStation 5, Xbox One, Xbox Series X/S, Stadia          |
| 2020 | Medal of Honor: Above and Beyond | Windows                                                                           |
| 2023 | Star Wars Jedi: Survivor         | Windows, PlayStation 4, PlayStation 5, Xbox One, Xbox Series X/S                  |

## Fordítás
Ez a szócikk részben vagy egészben  a   Respawn Entertainment című angol Wikipédia-szócikk ezen változatának fordításán alapul.  Az eredeti cikk szerkesztőit annak laptörténete sorolja fel. Ez a jelzés csupán a megfogalmazás eredetét és a szerzői jogokat jelzi, nem szolgál a cikkben szereplő információk forrásmegjelöléseként.